# Idealismo epistemologico
L'idealismo gnoseologico o epistemologico è una posizione filosofica di tipo soggettivista secondo cui la conoscenza è un prodotto esclusivo del soggetto, che prescinde dalla realtà com'è in sé. In tal senso, l'oggetto della conoscenza non è la realtà in se stessa, bensì le idee o le rappresentazioni mentali di questa.
Si contrappone al realismo epistemologico.

## Caratteristiche
L’idealismo epistemologico afferma che tutto ciò di cui abbiamo esperienza e conosciamo è di natura mentale, è un dato sensoriale della percezione. Anche se talora è utilizzato come argomento a favore dell'idealismo vero e proprio, in linea di principio l'idealismo epistemologico non afferma se i dati sensoriali abbiano un corrispondente nella realtà che li fondi. 
In quanto tale, contiene sia il realismo indiretto che l'idealismo. Vi aderirono Cartesio, Malebranche, Leibniz, Berkeley e Kant.
Questa versione dell'idealismo epistemologico interessava Ludwig Boltzmann. Essa aveva radici nel positivismo di Ernst Mach e Gustav Kirchhoff, oltre a una serie di aspetti mutuati dal kantismo o neokantismo di Hermann von Helmholtz e Heinrich Hertz.
Brand Blanshard è un esponente contemporaneo dell'idealismo epistemologico.